# Sebastiano Mannironi
Sebastiano Mannironi (ur. 22 lipca 1930 w Nuoro, zm. 11 czerwca 2015 w Bracciano) – włoski sztangista, brązowy medalista olimpijski i czterokrotny medalista mistrzostw świata.

## Kariera
Pierwszy światowy sukces w karierze osiągnął w 1957 roku, kiedy podczas mistrzostw świata w Teheranie zdobył srebrny medal w wadze piórkowej. W zawodach tych rozdzielił na podium Jewgienija Minajewa z ZSRR i Isaaca Bergera z USA. W dwóch kolejnych latach zdobywał brązowe medale, na mistrzostwach świata w Sztokholmie (1958) i mistrzostwach świata w Warszawie (1959). W 1960 roku wystartował na igrzyskach olimpijskich w Rzymie, gdzie także zajął trzecie miejsce. Wyprzedzili go tylko Minajew i Berger. Kolejny medal wywalczył na mistrzostwach świata w Wiedniu w 1961 roku, gdzie był drugi za Bergerem. Ostatni sukces odniósł w 1966 roku, zajmując trzecie miejsce na mistrzostwach Europy w Berlinie Wschodnim. Startował także na igrzyskach olimpijskich w Melbourne w 1956 roku i igrzyskach w Tokio w 1964 roku, jednak w pierwszym przypadku nie ukończył rywalizacji, a w drugim zajął piątą pozycję.
Łącznie ma w swoim dorobku dziesięć medali mistrzostw Europy: jeden złoty (1961), pięć srebrnych (1956, 1958, 1959, 1960 i 1963) oraz cztery brązowe (1953, 1954, 1955 i 1966). W 1958 roku ustanowił rekord świata w rwaniu z wynikiem 111 kg.